# Manfred Stilz
Manfred Stilz est un violoncelliste et flûtiste allemand né le 13 septembre 1946 à Sarrebruck.

## Biographie
Manfred Stilz naît le 13 septembre 1946 à Sarrebruck, où son père est directeur de l'École de musique locale.
Il étudie la flûte puis le violoncelle et obtient dans ces disciplines des 1ers prix aux concours JMF. À l'université, il est aussi lauréat du prix Scheffel de littérature allemande.
En 1966, Manfred Stilz remporte le 1er prix international de flûte à bec d'Allemagne fédérale. Comme interprète, il se perfectionne en France, au Conservatoire national supérieur de musique de Paris, auprès d'André Navarra, notamment. Au conservatoire, il obtient en 1970 des 1ers prix de violoncelle et de musique de chambre.
Il est membre fondateur du trio Ravel, avec lequel il remporte le Concours international de Belgrade en 1972. Comme soliste, il mène une carrière internationale et se produit notamment au Carnegie Hall de New York en 1981. En 1983, il crée à Paris la Sonate pour violoncelle seul de György Ligeti.
Comme pédagogue, Manfred Stilz enseigne le violoncelle successivement aux Conservatoires de Moulin, Boulogne-sur-Mer, Châteauroux puis Rouen, et la flûte à bec à l'École normale de musique de Paris. Il est aussi professeur à l'Académie internationale d'été de Nice.
Membre de l'Ensemble instrumental de France et de l'Ensemble orchestral de Paris, il se produit simultanément au violoncelle et à la flûte à bec lors d'une soirée organisée par France Musique. Il joue un violoncelle de Lorenzo Ventapana (Naples, 1810) et des flûtes à bec Dolmetsch, Coolsma et von Hueue.